# Espeluy
Espeluy é um município da Espanha na província de Jaén, comunidade autónoma da Andaluzia, de área 25,63 km² com população de 750 habitantes (2006) e densidade populacional de 30,39 hab/km².

## Demografia
| Variação demográfica do município entre 1991 e 2004 | Variação demográfica do município entre 1991 e 2004 | Variação demográfica do município entre 1991 e 2004 | Variação demográfica do município entre 1991 e 2004 |
| --------------------------------------------------- | --------------------------------------------------- | --------------------------------------------------- | --------------------------------------------------- |
| 1991                                                | 1996                                                | 2001                                                | 2004                                                |
| 809                                                 | 814                                                 | 767                                                 | 779                                                 |